# ستيفاني مكمان
ستيفاني ماري مكمان ليفيسك (بالإنجليزية: Stephanie Marie McMahon-Levesque)، وُلدت في 24 سبتمبر 1976، هي سيدة أعمال أمريكية ومصارعة محترفة معتزلة. اشتهرت بدورها البارز والمتعدد داخل مؤسسة المصارعة العالمية الترفيهية (دبليو دبليو إيه ) خلال الفترة الممتدة بين عامي 1998 و2023.
تنتمي ستيفاني إلى عائلة مكمان الشهيرة في عالم المصارعة، فهي ابنة كل من فينس مكمان وليندا مكمان، وتُمثّل الجيل الرابع من المروّجين لرياضة المصارعة. بدأت مسيرتها العملية في دبليو دبليو إيه في سن الثالثة عشرة من عمرها، حيث ظهرت كعارضة لمنتجات الشركة في الكتالوجات الترويجية. وفي عام 1999، بدأت في الظهور على الشاشة بشكل منتظم ضمن سيناريو درامي ضم المصارع أندرتيكر، وذلك حين كانت الشركة تُعرف باسم "اتحاد المصارعة العالمي".
بعد علاقة تمثيلية قصيرة على الشاشة مع المصارع "تيست"، خُطبت ستيفاني للمصارع تريبل إتش، الذي تزوجته لاحقًا في الواقع أيضًا، وهو ما أدى إلى تشكيل "فصيل مكمان-هلمسلي" ضمن أحد أشهر السيناريوهات الدرامية في تاريخ دبليو دبليو إيه. وقد نالت خلال تلك الفترة لقب بطولة السيدات مرة واحدة. في عام 2001، ظهرت بدور مالكة اتحاد المصارعة القصوى في إطار سيناريو "الغزو"، وفي العام التالي تولّت منصب المديرة العامة لعرض "سماكداون"، قبل أن تتوقف عن الظهور المنتظم بعد مباراة "أنا أستسلم" أمام والدها.
عادت ستيفاني للظهور بصورة متقطعة خلال عدة سنوات، ثم استأنفت الظهور المنتظم عام 2008 كمديرة عامة لعرض "رو"، قبل أن تغيب مجددًا. وفي عام 2013، عادت إلى الشاشة بشخصية مالكة متغطرسة ومتسلطة، وشاركت في إدارة الشركة على الشاشة مع تريبل إتش بصفته "الرئيس التنفيذي للعمليات"، حيث شكّلا معًا الثنائي الحاكم المعروف باسم "السلطة" (The Authority). وقد تميّزت تلك المرحلة بإصدار قرارات مثيرة للجدل تحت شعار "ما يصب في مصلحة العمل"، بينما استعرض الثنائي علاقتهما العاطفية علنًا كجزء من السيناريو. خاضت ستيفاني آخر مباراة لها في الحلبة خلال مهرجان "راسلمينيا 34" في أبريل 2018، لتتفرغ بعدها لأدوارها التنفيذية في إدارة الشركة.
بدأت مسيرتها المهنية في الأعمال كممثلة مبيعات في مكاتب اتحاد المصارعة العالمي بنيويورك، ثم تولّت مهام الكتابة الإبداعية، وأصبحت مديرة قسم الكتابة في الشركة. وفي عام 2006، تمّت ترقيتها إلى منصب نائب أول للرئيس لشؤون الكتابة الإبداعية، ثم في العام التالي إلى نائب تنفيذي للرئيس للشؤون ذاتها. بين عامي 2013 و2022، شغلت منصب الرئيسة التنفيذية للعلامة التجارية في دبليو دبليو إيه. وفي يوليو 2022، عُيّنت رئيسة تنفيذية بالإنابة ورئيسة لمجلس الإدارة، ثم شاركت في منصب الرئيس التنفيذي إلى جانب نِك خان، وذلك عقب اعتزال والدها بسبب اتهامات سابقة تتعلق بالتحرش الجنسي ودفع أموال للتكتم على الحوادث داخل الشركة. وقد أعلنت استقالتها من دبليو دبليو إيه في يناير 2023 بعد عودة والدها إلى منصبه.

## الحياة المبكرة
وُلدت ستيفاني ماري مكمان في 24 سبتمبر 1976 في مدينة هارتفورد بولاية كونيتيكت، لأسرة تعمل في مجال الترويج للمصارعة المحترفة، إذ إنها ابنة فينس مكمان وليندا مكمان. لديها شقيق أكبر يُدعى شين. تنتمي عائلة مكمان إلى أصول أيرلندية أمريكية، وقد عبّرت ستيفاني عن اعتزازها بجذورها الأيرلندية، إذ كشفت خلال أحد عروض دبليو دبليو إيه الحيّة في دبلن عام 2004 أن أصول عائلتها تعود إلى مقاطعة كلير. أما جدها الأكبر، جيس مكمان، فقد وُلد لأبوين أيرلنديين هاجرا من مدينة غالواي إلى نيويورك في سبعينيات القرن التاسع عشر.
وبعد ولادتها بوقت قصير، انتقلت عائلتها إلى مدينة غرينيتش في كونيتيكت، حيث التحقت بمدرسة "غرينيتش كانتري داي" خلال سنواتها الابتدائية. بدأت ستيفاني العمل في اتحاد المصارعة العالمي في سن الثالثة عشرة، عندما ظهرت كعارضة لمنتجات الشركة في الكتالوجات الترويجية. وبعد تخرجها من مدرسة غرينيتش الثانوية عام 1994، التحقت بجامعة بوسطن، حيث حصلت على درجة البكالوريوس في علوم الاتصال عام 1998، لتلتحق بعد ذلك بالعمل في اتحاد المصارعة العالمي كموظفة بدوام كامل.

## المسيرة المهنية

### اتحاد المصارعة العالمي

#### المناصب الأولى

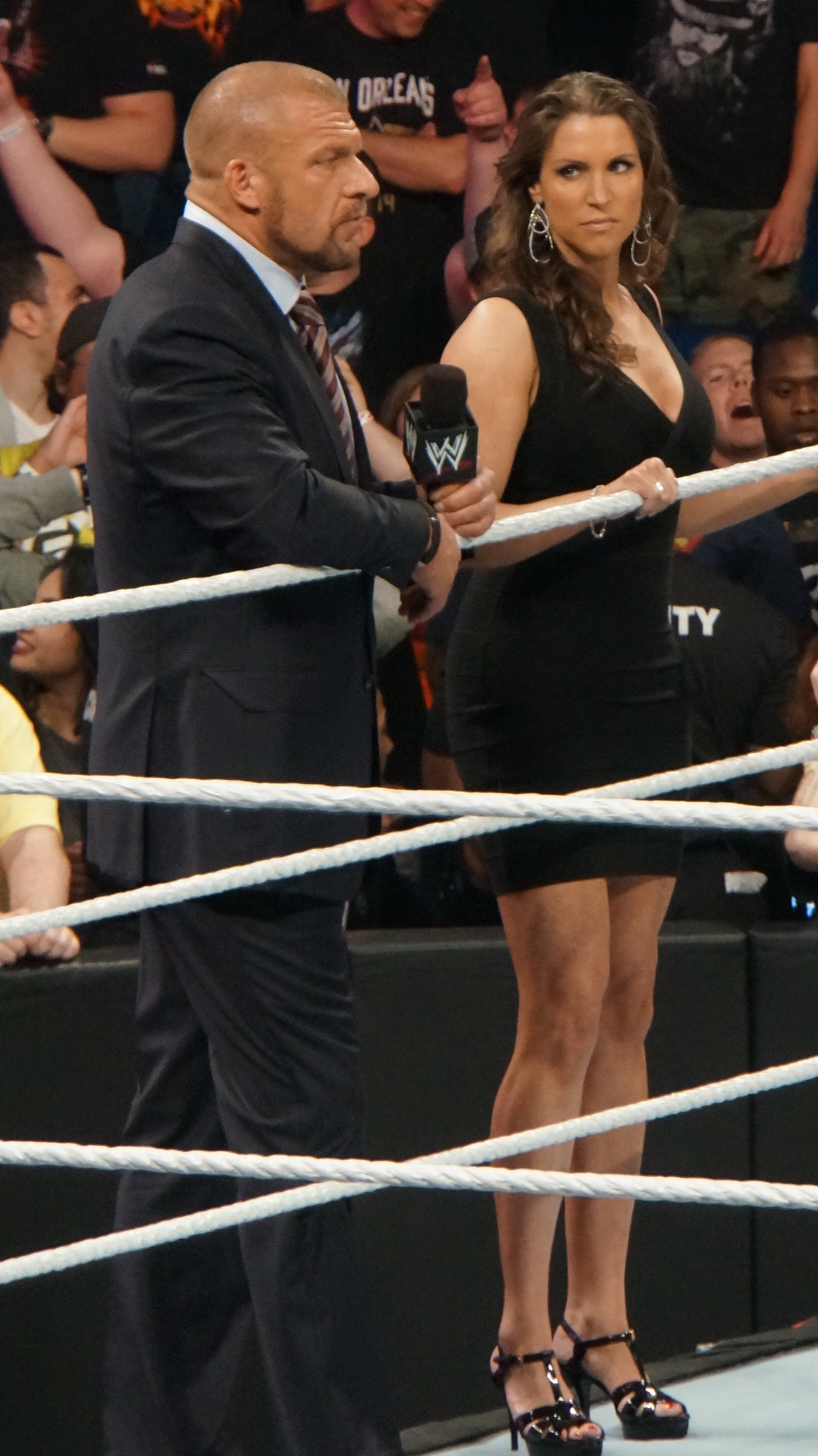
ستيفاني مكمان إلى جانب زوجها تربل إتش في عرض راو عام 2014.

بدأت ستيفاني مكمان مسيرتها في اتحاد المصارعة العالمي (WWF، الذي أصبح لاحقًا دبليو دبليو إيه ) كعارضة في قسم المبيعات والترويج للبضائع، لكنها شرعت في مسيرتها المهنية في الشركة من خلال عملها كمديرة حسابات في مكاتب الاتحاد بمدينة نيويورك. وخلال سنواتها الأولى داخل الشركة، أدت ستيفاني مهام متعددة شملت العمل في الاستقبال، والتصميم الإبداعي، وإنتاج البرامج التلفزيونية، إضافةً إلى ظهورها كمؤدية على الحلبة. وفي نوفمبر 2000، عُيّنت رئيسة لفريق الكتّاب في دبليو دبليو إيه ، خلفًا لكريس كريسكي. وبعد فترة قضتها في منصب مديرة قسم الكتابة الإبداعية، وهو الدور الذي شغلته بحلول عام 2002، تمت ترقيتها في عام 2006 إلى منصب نائب أول للرئيس لشؤون الكتابة الإبداعية.

#### النائب التنفيذي للرئيس
في عام 2007، تمّت ترقية ستيفاني مكمان إلى منصب النائب التنفيذي للرئيس للشؤون الإبداعية في دبليو دبليو إيه . وقد تولّت من خلال هذا الدور الإشراف الكامل على العملية الإبداعية داخل الشركة، بما يشمل تطوير سيناريوهات العروض التلفزيونية وبرامج الدفع مقابل المشاهدة. كما أشرفت على جميع الجوانب المتعلقة بإدارة المواهب والعلامة التجارية، وتنظيم العروض المباشرة وتسويقها، إضافة إلى الإشراف على حضور دبليو دبليو إيه في وسائل الإعلام الرقمية ومواقع التواصل الاجتماعي.
وبصفتها النائب التنفيذي للشؤون الإبداعية، قادت ستيفاني عملية إطلاق تطبيق دبليو دبليو إيه الرسمي، والذي تم تحميله أكثر من 20 مليون مرة. كما ساهمت في إبرام شراكات بارزة، من بينها تعاون استراتيجي مع منظمات الخدمة المتحدة في منطقة واشنطن العاصمة، وشركة "Tout" المتخصصة في وسائل التواصل الاجتماعي، بالإضافة إلى شراكة مع شركة "ياهو" لنشر محتوى دبليو دبليو إيه عبر منصاتها. كذلك، تولّت ستيفاني قيادة فريق دبليو دبليو إيه الإبداعي في الحملات المناهضة للتنمّر، ضمن مبادرات المسؤولية الاجتماعية للشركة.

#### رئيس شؤون العلامة التجارية
في 4 ديسمبر 2013، أعلنت دبليو دبليو إيه ترقية ستيفاني مكمان إلى منصب رئيسة شؤون العلامة التجارية، لتتولى مسؤولية تعزيز صورة دبليو دبليو إيه وسمعتها بين الفئات الأساسية من أصحاب المصلحة، بما في ذلك المعلنين، ووسائل الإعلام، والشركاء التجاريين، والمستثمرين. كما أصبحت تمثل الواجهة الرسمية للشركة في المحافل العامة، وتقود جهود التنسيق بين وحدات الأعمال المختلفة لدعم المبادرات الاستراتيجية الخاصة بالنمو، بالإضافة إلى قيادة البرامج التسويقية الموجّهة للشباب والأمهات.
مكّنتها هذه الترقية من قيادة شراكات تسويقية بارزة، من بينها تعزيز التعاون مع علامة Tostino’s التابعة لشركة "جنرال ميلز". وفي 5 فبراير 2014، أعلنت مكمان، إلى جانب مديرة التسويق والرئيسة التنفيذية للإيرادات ميشيل ويلسون، عن شراكة بين دبليو دبليو إيه ومنظمة KaBOOM! غير الربحية لبناء ملعب للأطفال خلال أسبوع مهرجان راسلمينيا السنوي في ولاية لويزيانا. في عام 2013، بلغ إجمالي دخل مكمان ما يزيد عن 775,000 دولار أمريكي، من خلال مهامها التنفيذية وظهورها على الشاشة. كما كانت تمتلك حينها أسهمًا في الشركة تتجاوز قيمتها 77 مليون دولار أمريكي.
وفي 15 أبريل 2014، وخلال قمة دبليو دبليو إيه السنوية لشركاء الأعمال، أعلنت مكمان عن تدشين شعار جديد لـدبليو دبليو إيه ، على أن يظهر رسميًا بعد عرض سمرسلام مباشرة، رغم ظهوره مسبقًا على بعض المنتجات مثل شبكة دبليو دبليو إيه وبرنامج دبليو دبليو إي إن إكس تي. كما شاركت في 5 أغسطس من العام نفسه في مؤتمر "Needham Fireside" إلى جانب زوجها تربل إتش، والمسؤول المالي والاستراتيجي في الشركة جورج باريّوس، حيث ناقشوا الجوانب الإبداعية في دبليو دبليو إيه ، وخدمات شبكة دبليو دبليو إيه ، والفروقات الجوهرية بين دبليو دبليو إيه ويو إف سي.
وفي 19 مايو 2022، أعلنت مكمان عبر حسابها على تويتر أنها ستأخذ إجازة من معظم مهامها في دبليو دبليو إيه ، موضحة أنها ترغب في تخصيص بعض الوقت للعائلة، على أن تعود للعمل في وقت لاحق.

#### الرئيس التنفيذي المؤقت ورئيسة مجلس الإدارة
في 17 يونيو 2022، ووسط تحقيق يجريه مجلس إدارة دبليو دبليو إيه بشأن مزاعم حول دفع أموال "لإسكات" موظفة سابقة بعد علاقة غير مشروعة مع فينس مكمان، أعلن الأخير تنحيه عن منصب رئيس مجلس الإدارة والرئيس التنفيذي للشركة. وجرى تعيين ابنته، ستيفاني مكمان، في المنصبين بصفة مؤقتة، لتصبح رئيسة مجلس الإدارة والرئيسة التنفيذية المؤقتة لـدبليو دبليو إيه.

#### رئيس مجلس الإدارة والرئيس التنفيذي المشاركة
في 22 يوليو 2022، أعلن فينس مكمان تقاعده رسميًا من دبليو دبليو إيه ، وعيّن ابنته ستيفاني رئيسة لمجلس الإدارة والرئيسة التنفيذية المشاركة للشركة، إلى جانب نِك خان. في أعقاب هذا التغيير، تولّى تربل إتش، زوج ستيفاني، مسؤولية الإشراف على القسم الإبداعي في دبليو دبليو إيه خلفًا لوالدها. وفي 10 يناير 2023، أعلنت ستيفاني مكمان-ليفيسك استقالتها من منصبها كرئيسة تنفيذية مشاركة ومن جميع مهامها في دبليو دبليو إيه ، وذلك بعد عودة والدها فينس مكمان إلى الشركة بصفته رئيسًا تنفيذيًا لمجلس الإدارة.

## مسيرة المصارعة الاحترافية

### عصر مكمان-هيلمزلي (1999-2001)
في أوائل عام 1999، وباقتراح من كاتب اتحاد المصارعة العالمي فينس روسو، ظهرت مكمان لأول مرة في دور الابنة البريئة والودودة لفينس مكمان ضمن سيناريو على الشاشة يتضمن فينس وذا أندرتيكر. قام ذا أندرتيكر بملاحقة مكمان واختطافها في نهاية عرض "باكلاش" لشهر أبريل، وتوج ذلك بمحاولة زواجه منها في منتصف الحلبة في الليلة التالية في عرض "راو"، قبل أن ينقذها  ستيف أوستن.
بعد ذلك، بدأت مكمان علاقة ضمن السيناريو مع المصارع تيست، مما أدى إلى عداوة بينه وبين شقيقها الأكبر شين. شاركت مكمان وتيست معًا في مباراة في 20 سبتمبر 1999 بعد أن هزم تيست شين في مهرجان "سمرسلام" في مباراة "أحبها أو اتركها"، وانتصر الثنائي على جيف جاريت وديبرا. وفي النهاية، تمت خطبتهما، لكن خلال مراسم الخطوبة في الحلبة، عرض تريبل إتش مقطع فيديو يكشف فيه أنه قد خدّر مكمان وأخذها إلى لاس فيغاس حيث تزوجا في مراسم سريعة عبر السيارة. بدا في البداية أن مكمان تكره تريبل إتش، لكنها في مهرجان "أرماغيدون" الأول، وبعد أن هزم تريبل إتش والدها في مباراة بلا قيود، غادرت معه بعد أن احتضنته. واجهت مكمان والدها في الليلة التالية في "راو" وكشفت أن الزواج كان مخططًا له مسبقًا، وأنه كان خطة انتقامية ضد والدها بسبب حوادث الاختطاف السابقة، وبذلك تحولت لأول مرة في مسيرتها إلى شخصية "شريرة".
في أواخر 1999، ومع غياب فينس مكمان نتيجة إصابات ألحقها به تريبل إتش في مهرجان "أرماغيدون"، أصبح تريبل إتش ومكمان مالكي الاتحاد على الشاشة، وهي الفترة المعروفة بـ"عهد مكمان-هيلمزلي"، والتي سيطر فيها فصيل مكمان-هيلمزلي على الأحداث. حمل تريبل إتش بطولة الاتحاد، بينما حصلت مكمان على بطولة السيدات بعد أن هزمت البطلة جاكلين بمساعدة توري وفريق دي-جنريشن إكس في حلقة 28 مارس من "سماكداون". دافعت مكمان بنجاح عن لقبها ضد ليتا في "سماكداون" يومي 6 و16 يونيو. تصالحت مكمان مع والدها وشقيقها في مهرجان "راسلمينيا 2000" عندما ساعدوا تريبل إتش في الدفاع عن لقبه ضد ذا روك، وبقيت ليندا مكمان الوحيدة التي تحظى بتأييد الجمهور في عائلة مكمان.
في منتصف عام 2000، بدأت قصة مثلث حب بين مكمان وتريبل إتش وكيرت أنجل. واستمرت القصة في مهرجان "أنفورغيفن" عندما هزم تريبل إتش أنجل بحركة "بيديجري" بعد ضربة منخفضة من مكمان، ما أثبت ولاءها له. لاحقًا أصبحت مكمان مديرة أعمال أنجل ورافقته عندما هزم ذا روك على بطولة الاتحاد في مهرجان "نو ميرسي". لكن هذا التحالف لم يستمر طويلًا، فبعد أن نفذ ذا روك حركته الشهيرة "روك بوتوم" على مكمان في "نو ميرسي"، هاجم تريبل إتش أنجل معتبرًا أنه السبب في إصابة مكمان بسبب إدارتها لأنجل في ذلك الوقت. في حلقة 21 أغسطس 2000 من "راو"، خسرت مكمان بطولة السيدات لصالح ليتا رغم تدخل أنجل وتريبل إتش، بعد أن نفذ ذا روك حركة "سباينباستر" عليها بصفته الحكم الخاص.
أدت النزاعات الداخلية بين أفراد عائلة مكمان إلى دخول ليندا مكمان في حالة غيبوبة واعتمادها على كرسي متحرك بسبب الضغط الناتج عن طلب فينس الطلاق منها، والذي استغل الفرصة لإقامة علاقة علنية مع تريش ستراتوس. دخلت مكمان في عداوة قصيرة مع ستراتوس وتغلبت عليها في مهرجان "نو واي أوت". في الأسابيع التالية، أوضح فينس أنه يفضل مكمان على ستراتوس، مما سمح لمكمان بالتنمر والإساءة اللفظية إلى ستراتوس. في مهرجان "راسلمينيا X-Seven"، هزم شين مكمان والده فينس في مباراة شوارع. وخلال المواجهة، صفعت ستراتوس فينس وطردت ستيفاني من جانب الحلبة، تعبيرًا عن استيائها من معاملة فينس الذكورية المستمرة لها.

### المدير العام لعرض راو (2008-2009)
بعد الإصابات الخطيرة التي تعرّض لها فينس مكمان خلال حلقة عرض راو الخاصة ذات الثلاث ساعات بتاريخ 23 يونيو، ظهر ابنه شاين مكمان ليحثّ نجوم راو على التكاتف خلال ما وصفه بـ"المرحلة المضطربة". ومع ذلك، لم تلقَ دعوته استجابة، فواصل هو وستيفاني مكمان في الأسبوعين التاليين دعوة النجوم لإظهار روح التضامن. وفي الأسبوع التالي، أعلن شاين عن اختيار مايك آداملي ليكون المدير العام الجديد لعرض راو.
لكن بعد استقالة آداملي من منصبه، تولّت ستيفاني إدارة العرض بنفسها، ودخلت في عداء متجدد مع كريس جيريكو، بلغ ذروته عندما طردته من العرض (رغم أنه أُعيد لاحقًا). ومع عودة والدها فينس، دخلت العائلة في صراعٍ علني مع المصارع راندي أورتن، الذي بدأ العداوة بتنفيذ ركلة "بنت" على رأس فينس مكمان ضمن إطار القصة الدرامية.
تصاعدت الأحداث عندما تعرّض شاين مكمان للركل من أورتن، في حين تعرّضت ستيفاني لحركة RKO عنيفة، ما استدعى تدخّل تربل إتش – زوج ستيفاني في الواقع – الذي طارد أورتن خارج الحلبة. استمر التصعيد بين راندي أورتن وتحالفه المعروف باسم ذا ليغاسي من جهة، وعائلة مكمان وتربل إتش من جهة أخرى، وبلغ ذروته عندما نفّذ أورتن هجومًا على ستيفاني تبعه بقبلة مستفزة على جبينها. استمر الصراع بين الطرفين حتى عرض ريسلمانيا 25، حيث دافع تربل إتش عن لقب بطولة دبليو دبليو إيه أمام أورتن. وفي الشهر التالي، انتزع أورتن اللقب خلال عرض باكلاش، وبعدها غادرت ستيفاني عرض راو وابتعدت عن الظهور التلفزيوني في دبليو دبليو إيه لفترة مؤقتة.

### ظهور متقطع (2018-حتى الآن)
بعد توقيع المصارعة الأمريكية روندا روزي عقدًا مع دبليو دبليو إي، دخلت ستيفاني مكمان في عداوة معها، مما أدى إلى إقامة نزالٍ مختلط ضمن عرض راسلمينيا 34، حيث واجهت مع زوجها تريبل إتش الثنائي المكوَّن من روزي والمصارع كيرت أنغل. وكان هذا أول نزال تخوضه ستيفاني منذ مشاركتها في عرض سمرسلام 2014 ، وأول ظهور لها على الإطلاق في مهرجان راسلمينيا. في نهاية النزال، خسر فريقها بعدما استسلمت لحركة الإخضاع الشهيرة "آرم بار" (قفل الذراع) التي نفذتها روزي. بعد هذه الهزيمة، بدأت مكمان تظهر على الشاشة بشكل متقطع ونادر.

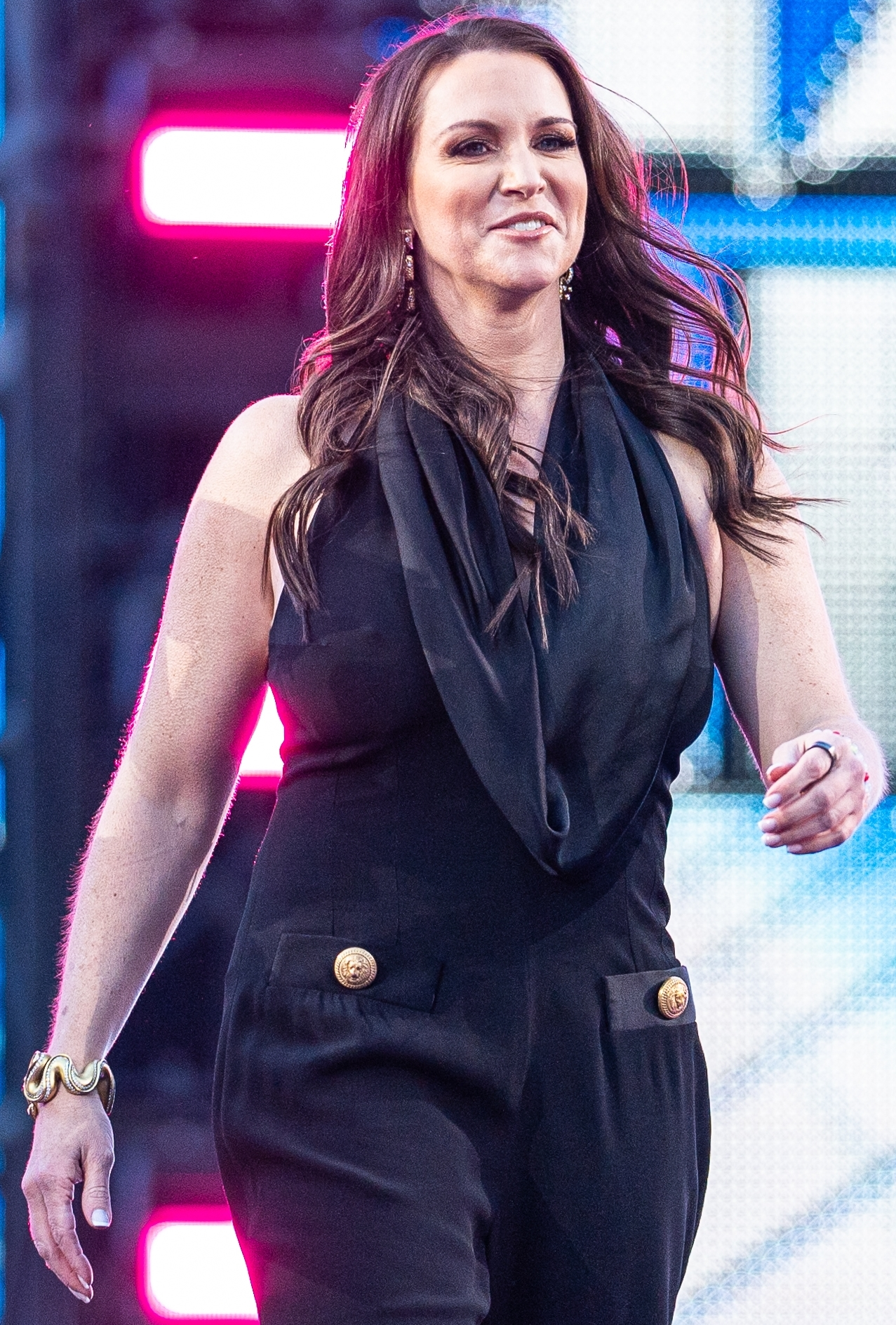
ستيفاني في راسلمينيا XL.

في حلقة من عرض راو بتاريخ 23 يوليو، عادت ستيفاني وأعلنت عن نزال سيُقام في عرض سمرسلام بتاريخ 19 أغسطس بين المصارعين كيفن أوينز وبرون سترومان، ووضعت شرطًا يقضي بأنه إذا خسر سترومان بأي طريقة، فسيفقد حقيبة "المال في المصرف" (موني إن ذا بانك)، والتي تتيح له المطالبة بنزال على البطولة في أي وقت. في الحلقة ذاتها، أعلنت أيضًا عن إطلاق أول عرض شهري مخصص بالكامل لمصارعات الشركة تحت اسم إيفولوشن، وهو حدث اعتُبر تاريخيًا في مسيرة المصارعة النسائية.
في 24 سبتمبر من العام نفسه، ظهرت ستيفاني مجددًا كمحبوبة للجماهير، وذلك للمرة الأولى منذ عام 2013، حيث واجهت المدير العام المؤقت للعرض بارون كوربن بشأن ضعفه في الإدارة، وهددته بإعادة كيرت أنغل من إجازته إذا لم يتحسن الوضع. كما ظهرت لاحقًا في الحلقة رقم 1000 من عرض سماكداون ضمن فقرة تروث تي في.
في 12 نوفمبر، عادت ستيفاني في عرض راو لتحفيز فريق راو المشارك في عرض سرفايفر سيريس، وعقدت صفقة مع برون سترومان تنص على أنه إذا فاز فريق راو، فستمنحه نزالًا ضد بارون كوربن، بالإضافة إلى فرصة جديدة للمنافسة على بطولة اليونيفرسال أمام بروك ليسنر.
وفي حلقة 15 أبريل 2019 من عرض راو، عادت ستيفاني إلى دور الشخصية الشريرة من خلال دعمها لأفعال شقيقها شين مكمان ضد والد المصارع ذا ميز، كما سخرت من الجماهير بقولها إن على الجميع تجاوز نهاية مسيرة كيرت أنغل، ووجهت كلمات سلبية لجمهور مدينة مونتريال الكندية.
لاحقًا، ظهرت ستيفاني بشكل أكثر حيادية، وكانت مشاركاتها متقطعة. شاركت في إعلان اختيارات النجوم خلال مشروع انتقالات النجوم لعام 2019، وقدمت انطلاقة البث المباشر لعرض راسلمينيا 36. وفي 19 مايو 2022، أعلنت مكمان عن أخذ إجازة من عملها التنفيذي في الشركة، معللةً رغبتها في قضاء وقت أكبر مع عائلتها.
لكن في 17 يونيو 2022، تم الإعلان عن تعيين ستيفاني كرئيسة تنفيذية مؤقتة ورئيسة مؤقتة لمجلس إدارة الشركة، وذلك بعد بدء مجلس الإدارة تحقيقًا في مزاعم تحرش جنسي ضد والدها فينس مكمان، الرئيس التنفيذي السابق. وفي 22 يوليو من العام ذاته، وبعد اعتزال فينس رسميًا، تم تثبيت ستيفاني كرئيسة تنفيذية دائمة، وظهرت في عرض سماكداون لشكر الجمهور على دعمهم المتواصل عبر منصات التواصل الاجتماعي.
وفي 10 يناير 2023، أعلنت ستيفاني استقالتها رسميًا من مؤسسة دبليو دبليو إي، وذلك عقب عودة والدها فينس إلى منصبه كرئيس لمجلس الإدارة.
في الليلة الثانية من راسلمينيا 40 ، ظهرت ستيفاني بشكل مفاجئ في افتتاح العرض، ورحبت بالجماهير في المدرجات. وكان هذا أول ظهور لها منذ استقالة والدها من رئاسة مجلس إدارة مجموعة تي كاي أو القابضة، وهي الشركة القابضة الجديدة التي تشكلت من اندماج دبليو دبليو إي مع مؤسسة يو إف سي (بطولات القتال النهائي) في سبتمبر 2023، وسط الجدل المتصاعد حول فضيحة اتجار بالبشر مرتبطة بموظف سابق في المؤسسة. وفي نهاية أبريل 2024، ظهرت مجددًا للإعلان عن اختيارات النجوم ضمن مشروع الانتقالات السنوي لعام 2024.
وخلال عرض سمرسلام في أغسطس 2024، شوهدت ستيفاني جالسة بين الجماهير بجانب الحلبة. وخلال المؤتمر الصحفي بعد الحدث، أكد زوجها تريبل إتش أنها لا تشغل حاليًا أي منصب رسمي في الشركة، لكنه لم يستبعد احتمالية عودتها مستقبلًا.

## الحياة الخاصة
بدأت ستيفاني مكمان علاقتها العاطفية مع بول ليفيسك، المعروف باسم تربل إتش، في عام 2000، خلال أحداث درامية كانت جزءًا من سيناريوهات دبليو دبليو إيه . تطوّرت العلاقة إلى خطوبة في يوم عيد الحب عام 2003، ثم تزوّجا في 25 أكتوبر من العام نفسه خلال مراسم كاثوليكية أُقيمت في كنيسة القديسة تيريزا من أفيلا في بلدة سليبي هولو بولاية نيويورك.
وفي مقابلة إذاعية عام 2004 مع برنامجي "أوبي وآنتوني"، ذكر ليفيسك أنه بدأ مواعدة ستيفاني بعد فترة من الانفصال عن صديقته السابقة، المصارعة جوني لورر (المعروفة باسم "تشاينا")، رغم ادعاءات لورر أن علاقتهما بدأت بينما كان لا يزال معها.
بعد زواجهما، تبنّت ستيفاني لقب زوجها "ليفيسك" وغيرت اسمها الأوسط رسميًا إلى "مكمان". ورُزق الزوجان بثلاث بنات: أورورا روز (ولدت عام 2006)، مورفي كلير (ولدت عام 2008)، فون إيفلين (ولدت عام 2010).
تنتمي مكمان سياسيًا إلى الحزب الجمهوري، وقد تبرّعت هي وزوجها بمبلغ 2,700 دولار لحملة حاكم نيوجيرسي السابق كريس كريستي في الانتخابات الرئاسية لعام 2016.

## روابط خارجية
- ستيفاني مكمان على موقع IMDb (الإنجليزية)
- ستيفاني مكمان على موقع روتن توميتوز (الإنجليزية)
- ستيفاني مكمان على موقع إن إن دي بي (الإنجليزية)
- ستيفاني مكمان على موقع قاعدة بيانات الفيلم (الإنجليزية)
- ستيفاني مكمان على موقع دبليو دبليو إي (الإنجليزية)
- ستيفاني مكمان على موقع CageMatch worker (الإنجليزية)
- ستيفاني مكمان على موقع قاعدة بيانات المصارعة على الإنترنت (الإنجليزية)
- ستيفاني مكمان على موقع عالم المصارعة على الإنترنت (الإنجليزية)
- ستيفاني مكمان على موقع عالم المصارعة على الإنترنت (الإنجليزية)